# Arthur Saxon

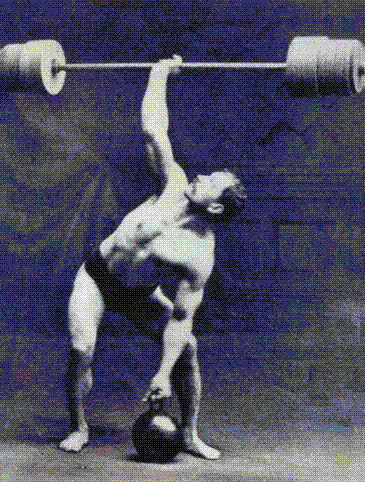
Arthur Saxon realizando el "two hands anyhow".

Arthur Saxon (1878 - 6 de agosto de 1921) fue un atleta de fuerza y forzudo de circo estadounidense de origen alemán.

## Trayectoria
Saxon nació en Alemania, donde comenzó su carrera practicando lucha grecorromana. En febrero de 1898, con solo 19 años superó el récord de bent press establecido por Eugen Sandow, uno de los hombres más fuertes de esa época. 
En 1909, Saxon y su hermano viajaron a los Estados Unidos para realizar espectáculos. Saxon no solo poseía niveles impresionantes de fuerza sino que también una calidad muscular propia de un artista del hierro. Tras participar en la Primera Guerra Mundial se enfermó y murió en 1921 víctima de una neumonía.
Es popular por haber sido el mejor atleta en el ejercicio de bent press que haya existido, levantando 169 kg. Asimismo, tenía el récord mundial en el movimiento llamado "two hands anyhow" (el cual consistía en tener una barra cargada al igual que en el bent press en una mano y una pesa rusa en la otra) con 203 kg. Saxon es considerado uno de los hombres más fuerte de la historia y sus récords no han sido superados.

## Publicaciones
A lo largo de su vida, Saxon escribió dos libros que serían fundamentales años más tarde en el entrenamiento con pesas. El primero de los dos libros publicados fue The Development of physical power en 1905. En este libro explicaba los métodos y técnicas en el bent press, el levantamiento de la pesa rusa y otros ejercicios populares de la época.
El segundo libro fue The Text Book of Weight-Lifting, en el cual da explicaciones psicológicas del levantamiento de pesas y pone una rutina de entrenamiento (fue uno de los primeros en hacer esto). 